# Fred Manichand
Frederik Rampersad (Fred) Manichand (10 oktober 1930 – Paramaribo, 21 februari 2000) was een Surinaams politicus en notaris.
Manichand studeerde rechten aan de Rijksuniversiteit Utrecht waar hij rond 1958 is afgestudeerd. Hierna keerde hij terug naar zijn moederland. Bij het aantreden van het tweede kabinet Pengel in 1967 werden twee leden van de partij 'Actiegroep' minister: F.R. Manichand als minister van Justitie en Politie en R.L. Jankie als minister van Landbouw, Veeteelt en Visserij. Na kritiek op zijn beleid stapte Manichand een jaar later op 8 oktober 1968 op. Hij werd toen statenlid maar toen Jankie in februari 1969 eveneens opstapte moest hij die zetel weer opgeven. Later dat jaar werd hij notaris. Manichand overleed begin 2000 op 69-jarige leeftijd.